# Zachary Catazaro
Zachary Catazaro (Canton, 1989) è un ballerino statunitense.

## Biografia
Dopo aver vinto il primo premio al Youth America Grand Prix nel 2002 e nel 2003, a quattordici anni ha cominciato a frequentare i corsi estivi della School of American Ballet, dove ha studiato sotto la supervisione di Johan Renvall, Jean-Pierre Bonnefoux e Patricia McBride. Nel 2007 è stato scritturato dal New York City Ballet, di cui è diventato primo ballerino nel 2018. Catazaro danzava ruoli da protagonista anni prima di essere proclamato ballerino principale della compagnia, tra cui Diamanti nel Jewels (Balanchine), il Principe ne Lo schiaccianoci (Balanchine), Demetrio in Sogno di una notte di mezza estate (Balanchine), Romeo in Romeo e Giulietta (Martins), Siegfried ne Il lago dei cigni (Balanchine).
Nell'agosto 2018 è stato coinvolto insieme ai colleghi del New York City Ballet Amar Ramasar e Chase Finlay in uno scandalo sessuale ai danni della ballerina Alexandra Waterbury: i tre danzatori hanno fatto circolare foto di natura intima della Waterbury, realizzate e distribuite senza il consenso dell'artista. Catazaro è stato quindi sospeso dal New York City Ballet, per poi essere licenziato definitivamente dalla compagnia di danza nel settembre dello stesso anno. Nell'aprile 2019 il licenziamento dal City Ballet è stato dichiarato illecito dal tribunale, ma Catazaro ha scelto di non tornare a danzare nella compagnia. Nel 2020 ha esordito sulle scene italiane, danzando nell'In the Night di Jerome Robbins al balletto dell'Opera di Roma.

## Filmografia parziale
- Lo schiaccianoci e i quattro regni (The Nutcracker and the Four Realms), regia di Lasse Hallström e Joe Johnston (2018)